# Marta Wolffová
Marta Wolffová, též Martha, roz. Davidsohn (nepřechýleně Marta Wolff; 6. září 1871, Berlín – 22. září 1942, koncentrační tábor Terezín) byla německá fotografka.

## Životopis
Marta Wolffová se narodila do rodiny berlínských obchodníků s látkami Adolpha a Rechy Wolffových. Spisovatel, publicista a kritik Theodor Wolff (1868-1943) byl její bratr, vydavatel Rudolf Mosse (1843-1920) její bratranec.
Její fotografie jsou převážně portréty z počátku 20. století. Umělci, spisovatelé nebo skladatelé, kteří žili v Berlíně na konci 19. století.
Dne 1. září 1942 byla Marta Wolffová odvezena ze svého posledního bydliště ve Wiesbadenu do Terezína. V poledne dne 22. září zemřela na zápal plic v září 1942.

## Galerie

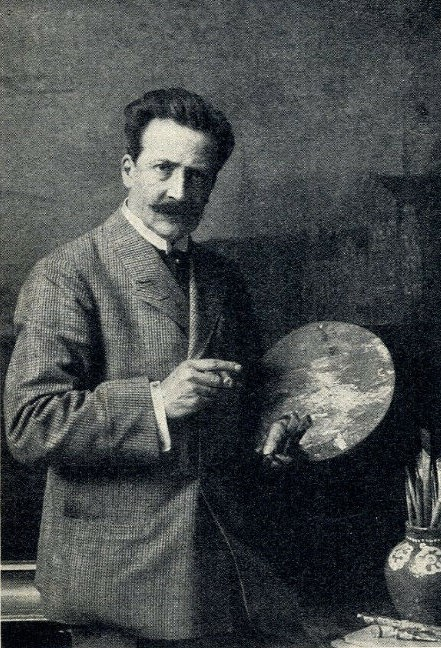
Alfred Scherres, Charlottenburg, 1908
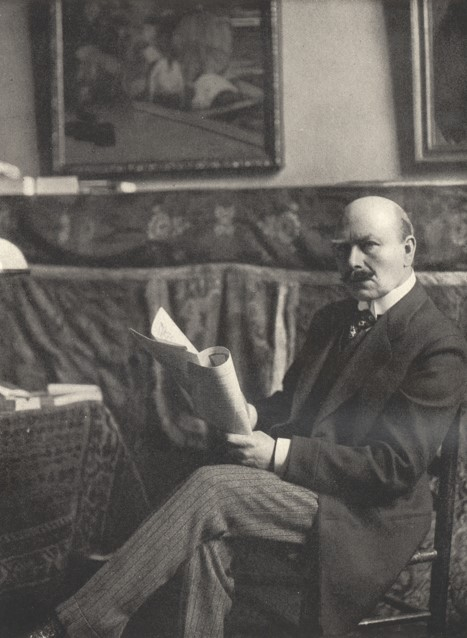
Arthur Kampf, 1910
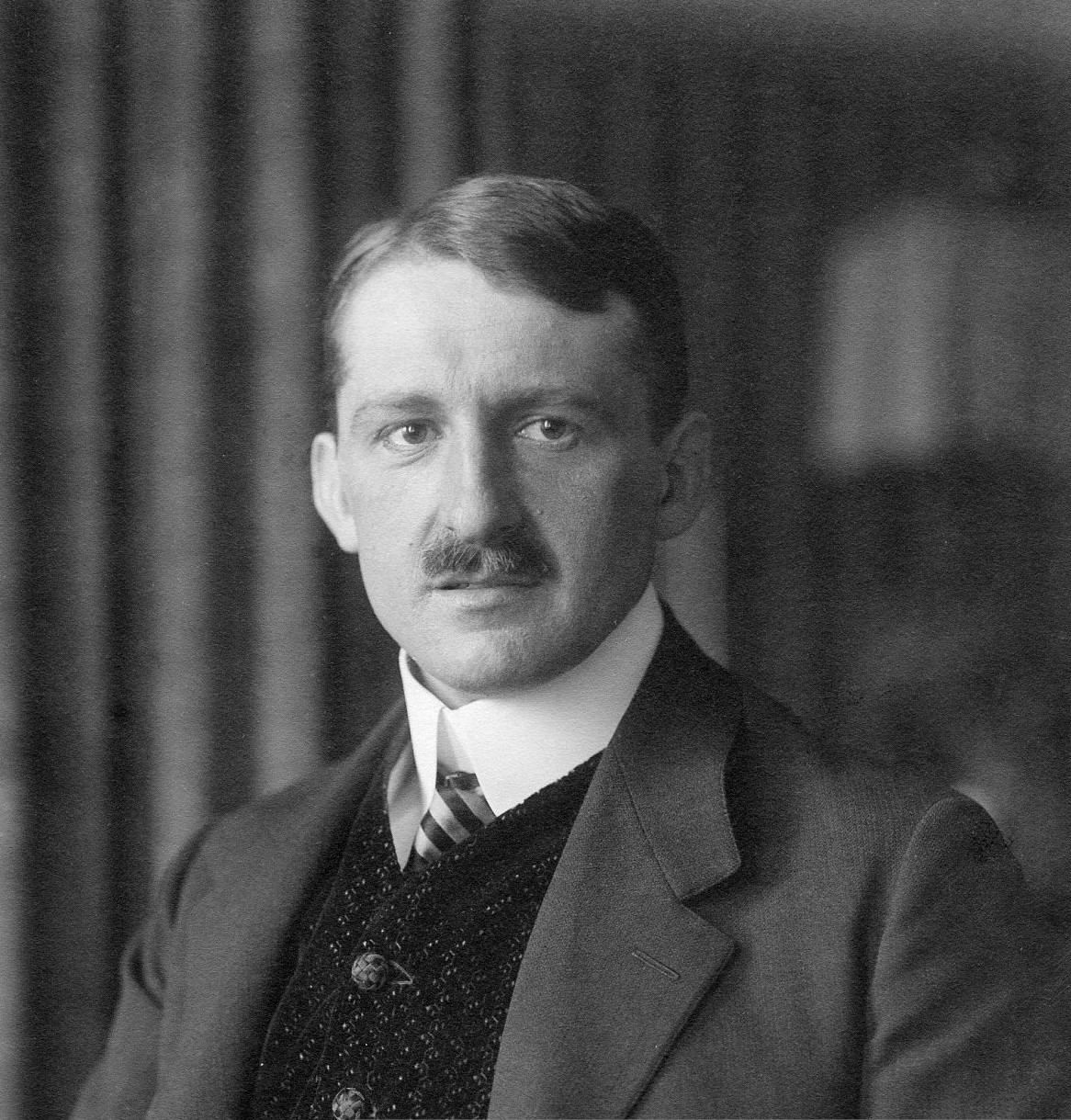
Bruno Paul, asi 1908
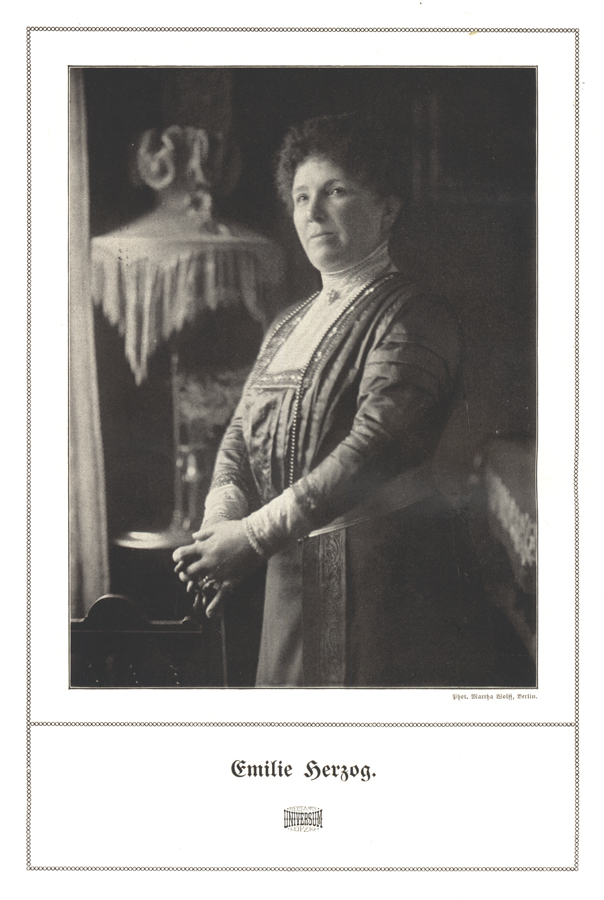
Emilie Welti, zpěvačka, 1910
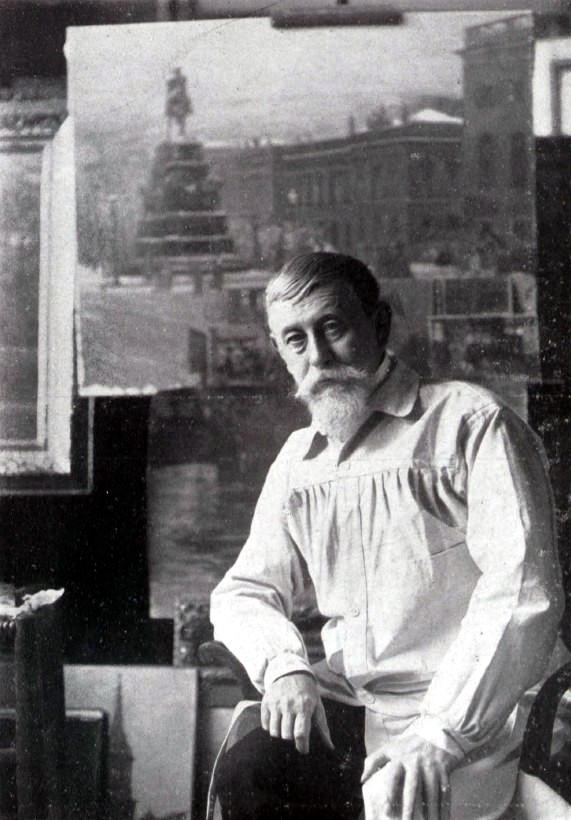
Franz Skarbina
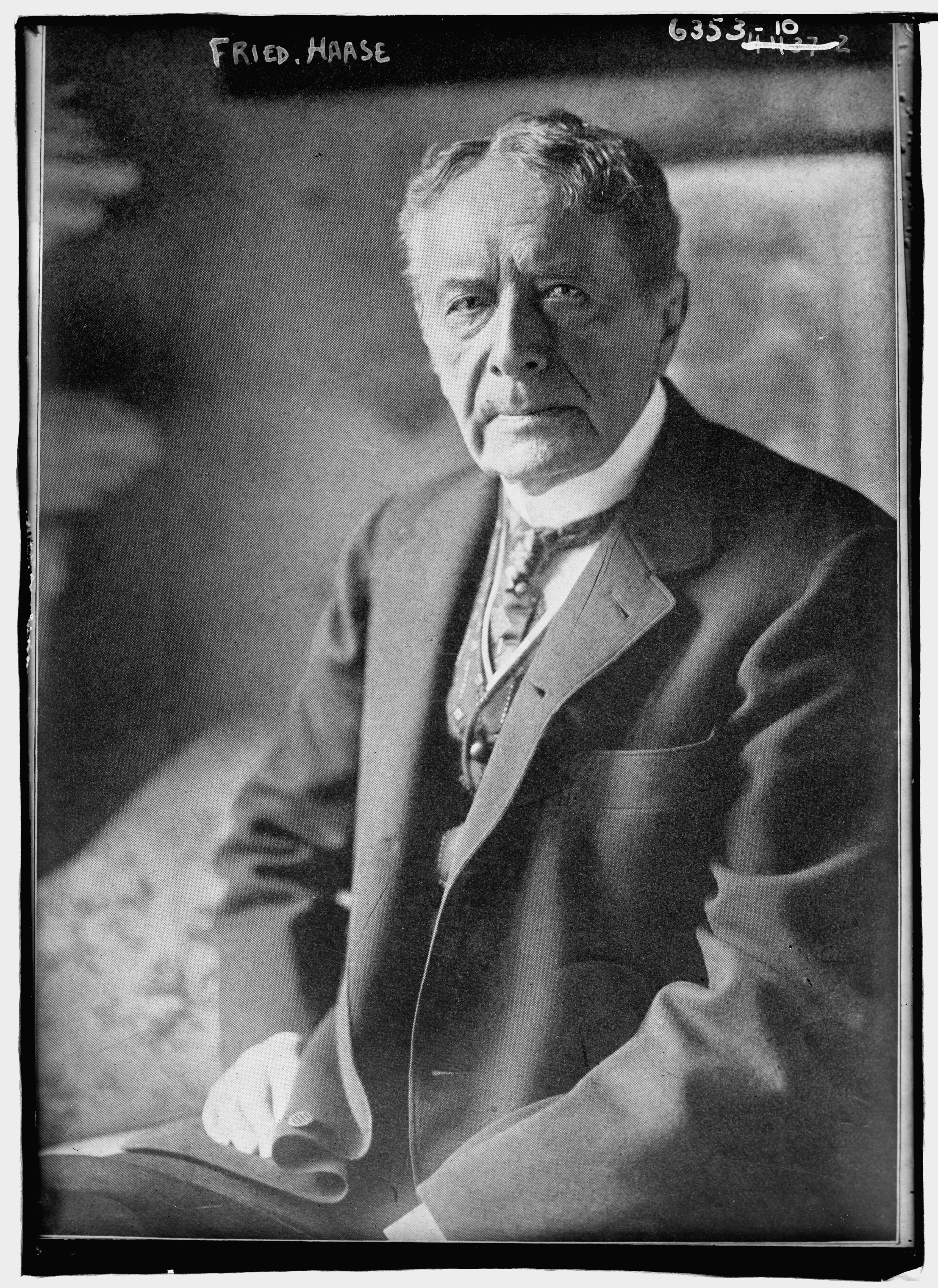
Friedrich Haase
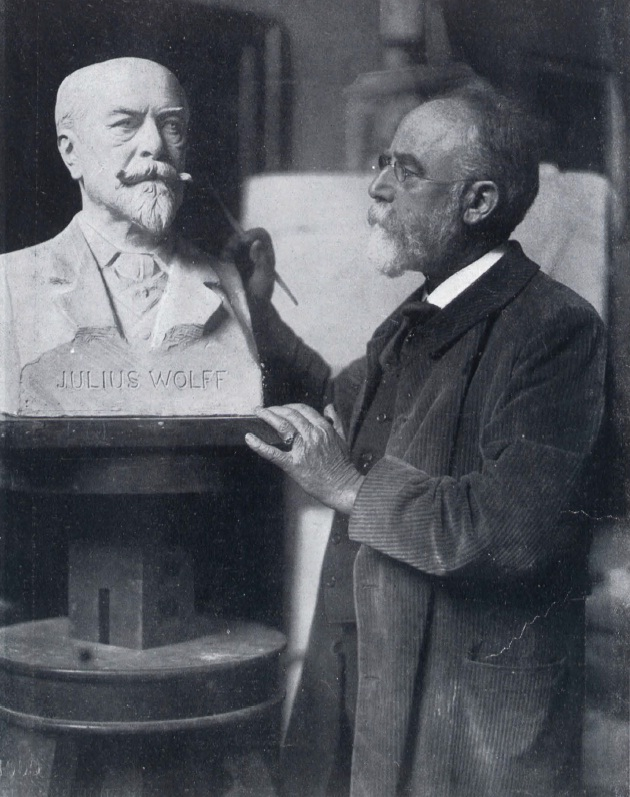
Fritz Schaper, časopis Berliner Leben, 1909-04
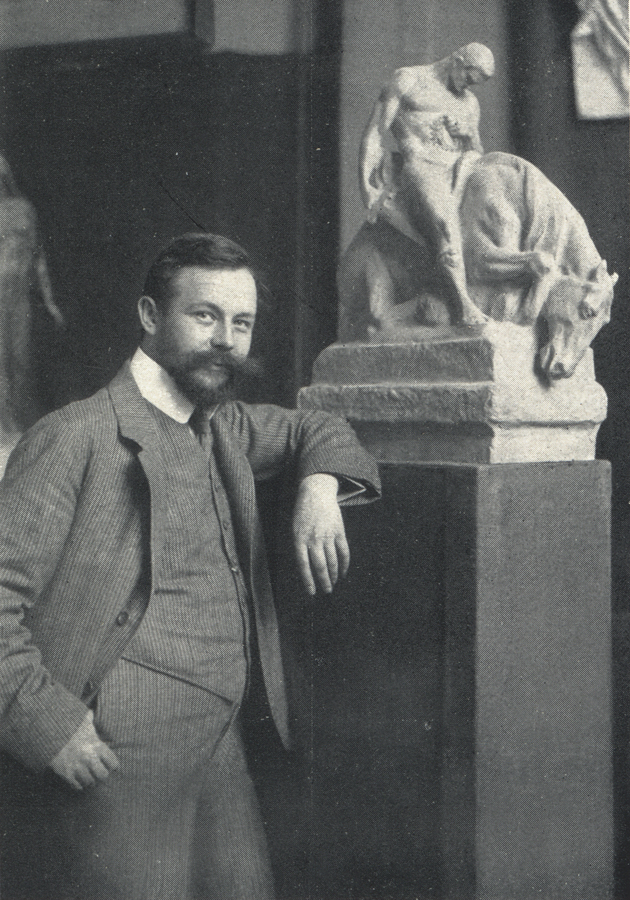
Hermann Hosaeus
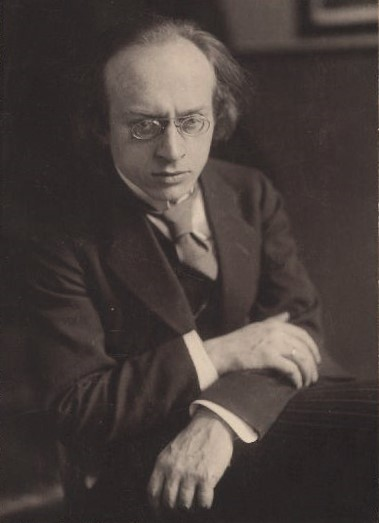
Herwarth Walden
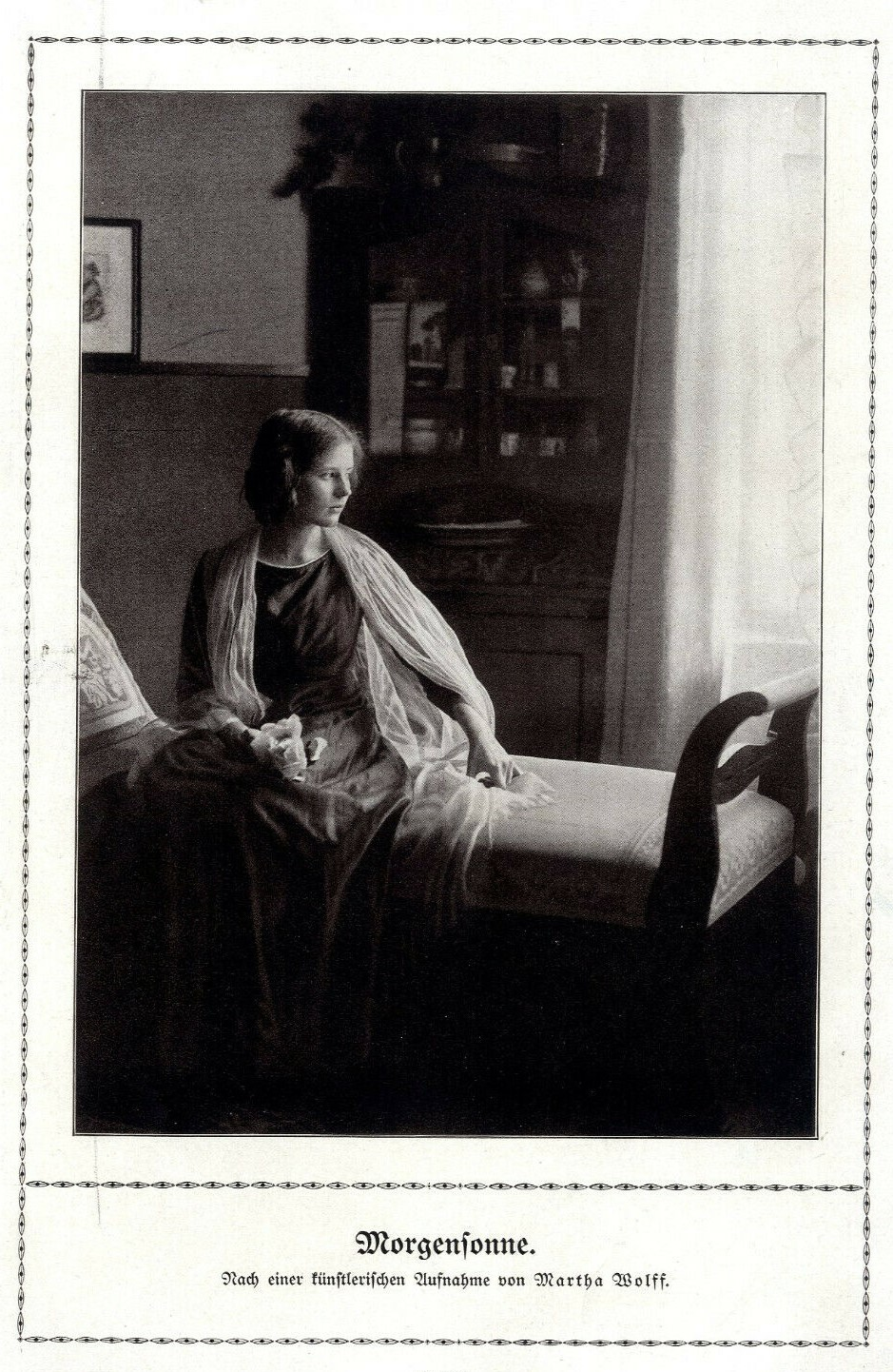
Martha Wolff, Morgensonne, asi 1911
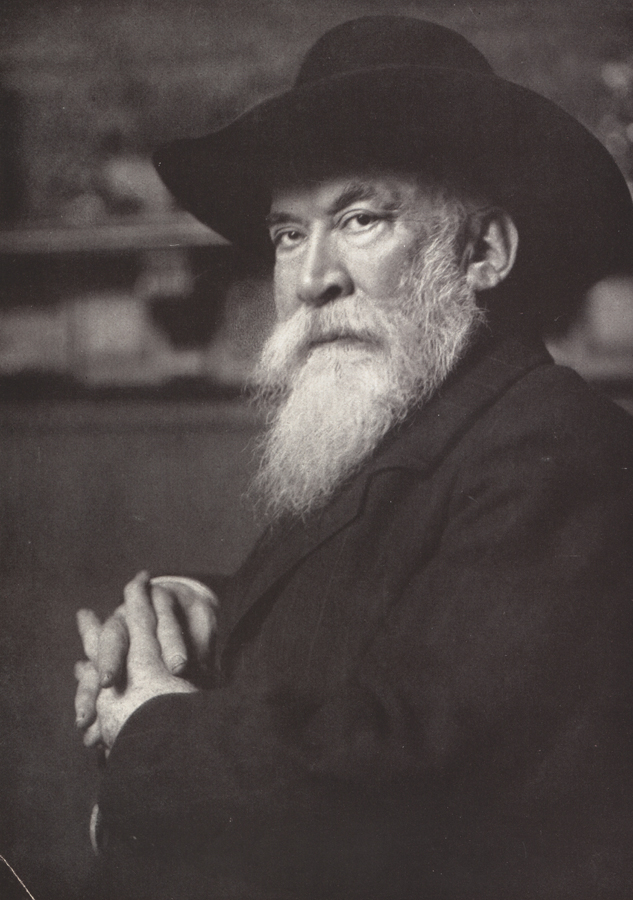
Paul Meyerheim, 1912
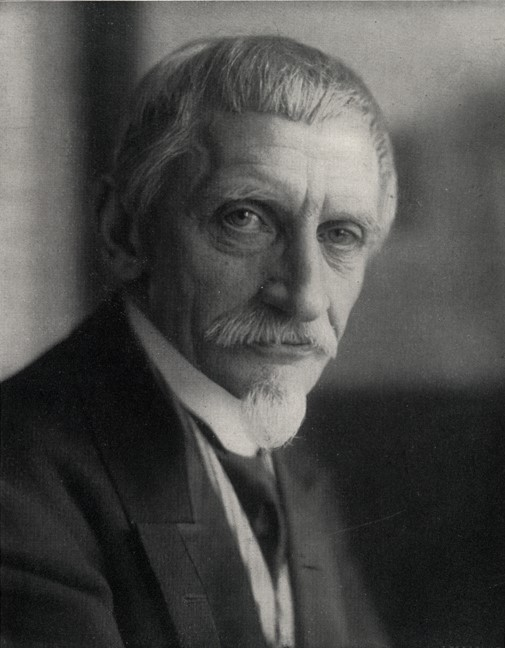
Stephan Sinding, 1914